# Гизалба
Гиза̀лба (на италиански и на ломбардски: Ghisalba) е градче и община в Северна Италия, провинция Бергамо, регион Ломбардия. Разположено е на 170 m надморска височина. Населението на общината е 6153 души (към 2017 г.).